# تحضيرات عرس في الريف
تحضيرات عرس في الريف، (بالألمانية ) عمل غير مكتمل من تأليف فرانس كافكا، تصوّر تفاصيل رحلة العريس رابان بتفاصيل دقيقة أثناء انتقاله إلى الريف لمقابلة زوجة المستقبل، بيتي. كتب كافكا هذه القصة بين عامي 1907 و 1908، نجا منها ثلاث أجزاء لكن ببعض الصفحات المفقودة. بيد أنها نشرت بعد وفاة كافكا (كحال معظم أعماله) على يد صديقه ماكس برود. وفقاً لبرود، كانت نية كافكا إكمال القصة كرواية. ظهرت ترجمة إنجليزية للقصة ضمن مجموعة «القصص غير المكتملة لفرانس كافكا».